# Montesa Cota 25
La Montesa Cota 25 fou un model de minimoto infantil de trial de la gamma Cota de Montesa que estigué en producció entre 1971 i 1982. Al llarg de la seva vida comercial se'n fabricaren diverses versions, totes elles amb les següents característiques generals: conjunt dipòsit-selló d'una sola peça en color vermell (canviat a blanc el 1981), motor de dos temps monocilíndric refrigerat per aire de 48,76 cc -disponible en versió automàtica o amb canvi manual de dues o tres velocitats-, bastidor desmuntable autoportant, frens de tambor i amortidors de forquilla convencional davant i telescòpics darrere. Com passava amb la major part de les minimotos i ciclomotors Montesa, el motor era el model G50 de la firma alemanya Jlo, el qual fabricava sota llicència l'empresa catalana.
Presentada el 1971, la Cota 25 era una petita reproducció a escala de la reeixida Cota 247, llançada tot just tres anys abans (el 1968) i fou la primera d'una variada gamma de models que anà evolucionant fins a arribar als nostres dies, en què les Montesa Cota són fabricades per Honda. Només un any després, el 1972, Montesa tragué al mercat tres noves Cota per a adolescents: la Cota 49 -un ciclomotor- i les Cota 74 i 123, autèntiques motos de trial de baixa cilindrada. El 1986, pocs anys després d'haver abandonat la fabricació de la Cota 25, Montesa presentà la Cota 50, un model nou de trinca que tenia poc a veure amb la seva antecessora, tret de la cilindrada.
Destinada a infants d'entre 6 i 12 anys, la Cota 25 contribuí a popularitzar a Catalunya el "trial infantil", modalitat que va irrompre arreu del país amb profusió de proves pensades per a nens (amb zones fàcils, dissenyades especialment per a ells). Molts futurs campions de motociclisme varen aprendre a pilotar una moto amb aquelles petites Cota 25, entre ells Àlex Crivillé, Jordi Tarrés, Eddy Lejeune, Laia Sanz, Marcel·lí Corchs o Javier García Vico.

## Història

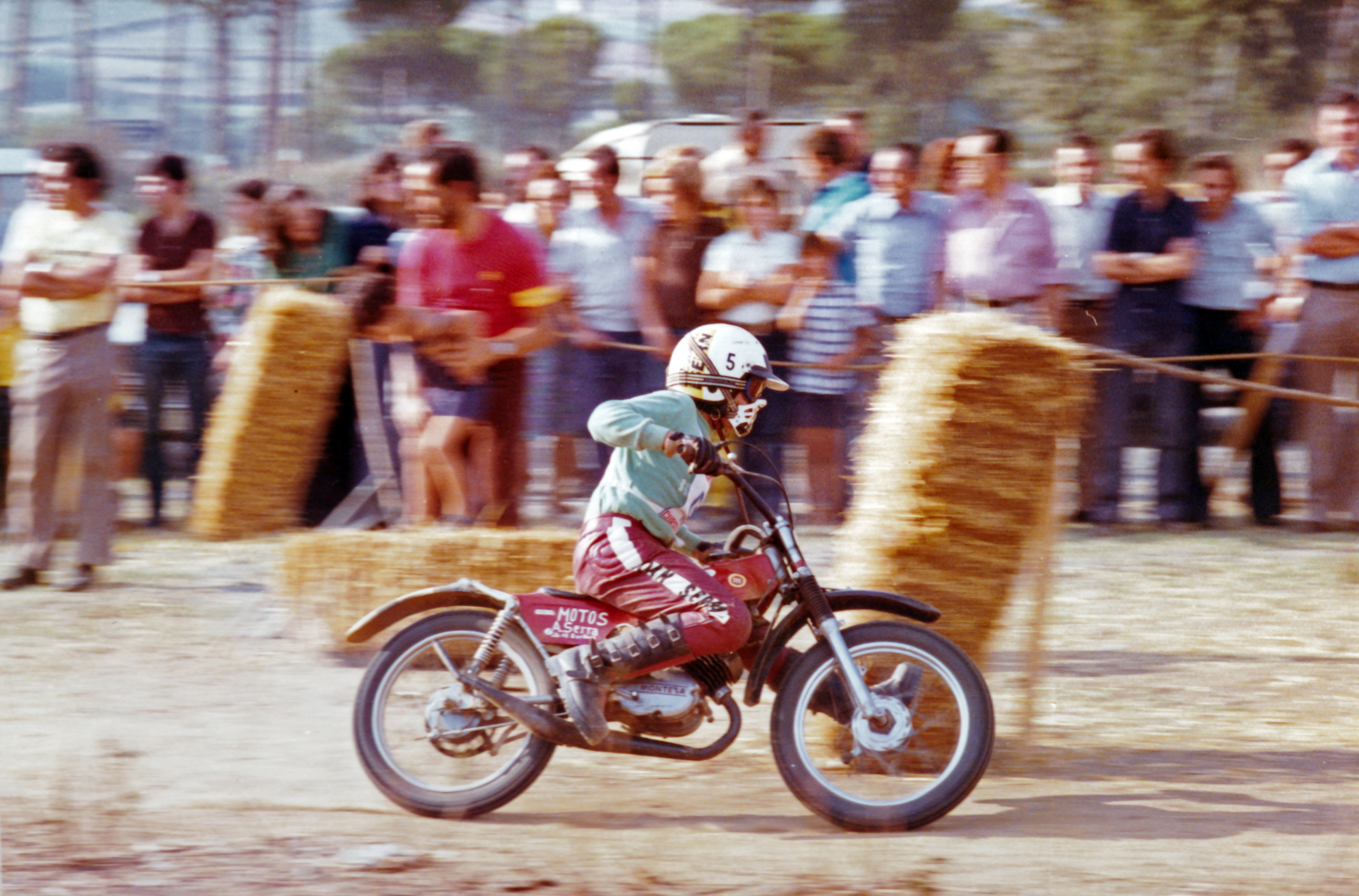
Una Cota 25 preparada per a motocròs a La Roca el 1975

La Cota 25 fou al seu moment una motocicleta única al món (era la primera minimoto de trial que es comercialitzava) i tingué un gran èxit comercial: totes les unitats fabricades s'exhauriren en molt poc temps, exportant-se arreu del món junt amb les altres versions de la gamma Cota. L'èxìt de la idea fou seguit ben aviat per Bultaco, que llançà el 1974 la Chispa, una reproducció a escala de la Sherpa T.
A l'hora de fabricar-la calgueren diversos components específics, ja que no hi havia res de similar al mercat. Els pneumàtics, per exemple, varen ser inicialment llisos però de seguida se n'hi varen muntar uns de trial, amb tacs, que havien estat desenvolupats expressament per a aquesta moto per la Pirelli de Manresa, en estreta col·laboració amb Pere Pi de Montesa. El resultat varen ser unes gomes de 2.00 x 16" al davant i de 2.50 x 15" al darrere que uns anys més tard serien la base de les bicicletes de trialsín, ja que quan Pere Pi creà la Montesita aprofità els pneumàtics de la roda anterior de la Cota 25 -el mateix feu després amb les Monty- popularitzant així la mida de les 16" (aquesta mida fou imitada de seguida per tota la resta de fabricants, esdevenint un estàndard en l'esport del bicitrial).
Tot i anar destinada en principi al trial, la popularitat que assoliren a mitjan dècada del 1970 els cursets de motociclisme infantil (dins els quals s'impartien classes tant de trial com de motocròs), va fer que molts pares dels nois que hi participaven els preparessin les seves petites Cota 25 per a motocròs. Era habitual veure llavors, als molts cursets d'aquesta mena que organitzava Josep Isern, nombroses Cota 25 amb manillar de motocròs, parafangs aixecats, "tubarro" inferior i tota mena d'adaptacions per a poder córrer al màxim pels petits circuits que es muntaven.

## Versions

### Llista de versions produïdes
| Versió                    | Cilindrada                | Id. Model                 | Anys                      | Núm. Sèrie                | Unitats | Trets característics                                                          |
| ------------------------- | ------------------------- | ------------------------- | ------------------------- | ------------------------- | ------- | ----------------------------------------------------------------------------- |
| Cota 25 "71"              | 49 cc                     | 10M                       | 1971                      | 10M00001 - 10M01000       | 2.800   | Xassís gris i cilindre negre                                                  |
|                           |                           |                           |                           |                           |         |                                                                               |
| Cota 25 "72"              | 49 cc                     | 10M                       | 1972 - 1974               | 10M01001 - 10M02800       | 2.800   | Xassís i cilindre grisos                                                      |
|                           |                           |                           |                           |                           |         |                                                                               |
| Cota 25 A "74"            | 49 cc                     | 10M                       | 1974 - 1978               | 10M2796                   | 2.500   | Dipòsit estilitzat                                                            |
| Cota 25 C "74"            | 49 cc                     | 50M                       | 1974 - 1978               | 50M0001                   | 1.800   | Dipòsit estilitzat                                                            |
|                           |                           |                           |                           |                           |         |                                                                               |
| Cota 25 A "78"            | 49 cc                     | 10M                       | 1978 - 1982               | ?                         | 2.500   | Dipòsit amb franges daurada i negre (blanc amb franges blaves d'ençà de 1981) |
| Cota 25 C "78"            | 49 cc                     | 50M                       | 1978 - 1982               | ?                         | 1.800   | Dipòsit amb franges daurada i negre (blanc amb franges blaves d'ençà de 1981) |
| Total d'unitats produïdes | Total d'unitats produïdes | Total d'unitats produïdes | Total d'unitats produïdes | Total d'unitats produïdes | 7.100   |                                                                               |

Notes
1. 1 2  El total de 2.800 unitats correspon al global de les versions "71" i "72"
2. 1 2  El total de 2.500 unitats correspon al global de la versió automàtica (Cota 25 A)
3. 1 2  El total de 1.800 unitats correspon al global del model 50M (versió amb canvi, Cota 25 C)

### Versió "71"
La primera versió es distingia pel seu xassís gris i cilindre negre, així com pels pneumàtics que eren encara de carretera -sense tacs- a les primeres unitats. La forquilla disposava només de molla interior, sense hidràulic. El canvi de velocitats era centrífug automàtic amb posicionador manual i disposava de desenvolupament doble: amb el curt, la velocitat màxima era de 18 km/h mentre que amb el llarg s'arribava als 35 km/h. Aquesta solució tècnica establí les bases de les motos infantils fins a l'actualitat.
Fitxa tècnica
| Versió "71"          | Versió "71"                             | Versió "71" |
| -------------------- | --------------------------------------- | ----------- |
|                      | Cota 25                                 |             |
| Id. Model            | 10M                                     |             |
| Núm. Sèrie           | 10M00001 - 10M01000                     |             |
| Anys                 | 1971                                    |             |
| CC                   | 48,76                                   |             |
| Diàmetre x Carrera   | 38 x 43 mm                              |             |
| Compressió           | 9:1                                     |             |
| CV                   | 1,6 a 4.500 rpm                         |             |
| Carburador           | Dell'Orto 14/10 10 mm                   |             |
| Canvi                | Centrífug automàtic (2 relacions)       |             |
| Suspensió davant     | Forquilla telescòpica (només amb molla) |             |
| Suspensió darrera    | Amortidors hidràulics                   |             |
| Pneumàtic davant     | 2,25 x 16                               |             |
| Pneumàtic darrera    | 2,25 x 15                               |             |
| Frens davant         | Tambor 100 mm                           |             |
| Frens darrera        | Tambor 100 mm                           |             |
| Pes en sec           | 35 kg                                   |             |
| Capacitat dipòsit    | 2,25 litres                             |             |
| Trets característics | Xassís gris i cilindre negre            |             |

### Versió "72"
La versió "72" era molt semblant a l'anterior, de la qual se'n diferenciava per aquestes novetats:
- Cilindre gris.
- Forquilla amb hidràulic i gomes protectores.
- Pneumàtics amb tacs tipus trial (Pirelli).
- Lleva de fre del darrere per dalt en comptes de per baix.
- Nova palanca d'arrencada amb estrep plegable.
- Rosca d'unió del tub d'escapament amb el cilindre.

Fitxa tècnica
| Versió "72"          | Versió "72"                       | Versió "72" |
| -------------------- | --------------------------------- | ----------- |
|                      | Cota 25                           |             |
| Id. Model            | 10M                               |             |
| Núm. Sèrie           | 10M01001 - 10M02800               |             |
| Anys                 | 1972 - 1974                       |             |
| CC                   | 48,76                             |             |
| Diàmetre x Carrera   | 38 x 43 mm                        |             |
| Compressió           | 10:1                              |             |
| CV                   | 2 a 4.800 rpm                     |             |
| Carburador           | Dell'Orto 14/14 14 mm             |             |
| Canvi                | Centrífug automàtic (2 relacions) |             |
| Suspensió davant     | Forquilla telescòpica             |             |
| Suspensió darrera    | Amortidors hidràulics             |             |
| Pneumàtic davant     | 2 x 16                            |             |
| Pneumàtic darrera    | 2,50 x 15                         |             |
| Frens davant         | Tambor 100 mm                     |             |
| Frens darrera        | Tambor 100 mm                     |             |
| Pes en sec           | 35 kg                             |             |
| Capacitat dipòsit    | 2 litres                          |             |
| Trets característics | Xassís i cilindre grisos          |             |

### Versió "74"
La versió "74" es reconeixia entre altres coses pel seu xassís gris i el seu nou dipòsit, més estilitzat i amb respirador davant del tap. Les altres novetats destacades eren el nou cilindre de ferro amb aletes arrissades, de color negre amb la culata grisa. A partir d'aquesta versió, la Cota 25 s'oferia amb dos tipus de canvi: Automàtic (Cota 25 "A") i manual (Cota 25 "C"). En aquesta darrera, el canvi podia ser de dues o de tres velocitats.
La velocitat màxima del model "C" (amb canvi manual) era de 40 km/h.
Fitxa tècnica
| Versió "74"          | Versió "74"                         | Versió "74"           | Versió "74" |
| -------------------- | ----------------------------------- | --------------------- | ----------- |
|                      | Cota 25 A                           | Cota 25 C             |             |
| Id. Model            | 10M                                 | 50M                   |             |
| Núm. Sèrie           | 10M2796                             | 50M00001              |             |
| Anys                 | 1974 - 1978                         | 1974 - 1978           |             |
| CC                   | 48,76                               | 48,76                 |             |
| Diàmetre x Carrera   | 38 x 43 mm                          | 38 x 43 mm            |             |
| Compressió           | 10:1                                | 10:1                  |             |
| CV                   | 2 a 4.800 rpm                       | 2 a 4.800 rpm         |             |
| Carburador           | Dell'Orto 14/14 14 mm               | Dell'Orto 14/14 14 mm |             |
| Canvi                | 2 relacions amb posicionador manual | 2 o 3 velocitats      |             |
| Suspensió davant     | Forquilla telescòpica               | Forquilla telescòpica |             |
| Suspensió darrera    | Amortidors hidràulics               | Amortidors hidràulics |             |
| Pneumàtic davant     | 2 x 16                              | 2 x 16                |             |
| Pneumàtic darrera    | 2,50 x 15                           | 2,50 x 15             |             |
| Frens davant         | Tambor 100 mm                       | Tambor 100 mm         |             |
| Frens darrera        | Tambor 100 mm                       | Tambor 100 mm         |             |
| Pes en sec           | 35 kg                               | 35 kg                 |             |
| Capacitat dipòsit    | 2 litres                            | 2 litres              |             |
| Trets característics | Dipòsit estilitzat                  | Dipòsit estilitzat    |             |

### Versió "78"
La versió "78" canviava la decoració del dipòsit, tot adoptant uns adhesius longitudinals com els de la Cota 348, amb franges daurada i negre. El xassís era ara d'un gris més clar, gairebé blanc, i el cilindre, negre amb aletes arrissades i culata grisa. La versió "C" (amb canvi manual) disposava de tres velocitats.
Fitxa tècnica
| Versió "78"          | Versió "78"                                                                   | Versió "78"                                                                   | Versió "78" |
| -------------------- | ----------------------------------------------------------------------------- | ----------------------------------------------------------------------------- | ----------- |
|                      | Cota 25 A                                                                     | Cota 25 C                                                                     |             |
| Id. Model            | 10M                                                                           | 50M                                                                           |             |
| Núm. Sèrie           | ?                                                                             | ?                                                                             |             |
| Anys                 | 1978 - 1982                                                                   | 1978 - 1982                                                                   |             |
| CC                   | 48,76                                                                         | 48,76                                                                         |             |
| Diàmetre x Carrera   | 38 x 43 mm                                                                    | 38 x 43 mm                                                                    |             |
| Compressió           | 10:1                                                                          | 10:1                                                                          |             |
| CV                   | 2 a 4.800 rpm                                                                 | 2 a 4.800 rpm                                                                 |             |
| Carburador           | Dell'Orto 14/14 14 mm                                                         | Dell'Orto 14/14 14 mm                                                         |             |
| Canvi                | 2 relacions amb posicionador manual                                           | 3 velocitats                                                                  |             |
| Suspensió davant     | Forquilla telescòpica                                                         | Forquilla telescòpica                                                         |             |
| Suspensió darrera    | Amortidors hidràulics                                                         | Amortidors hidràulics                                                         |             |
| Pneumàtic davant     | 2 x 16                                                                        | 2 x 16                                                                        |             |
| Pneumàtic darrera    | 2,50 x 15                                                                     | 2,50 x 15                                                                     |             |
| Frens davant         | Tambor 100 mm                                                                 | Tambor 100 mm                                                                 |             |
| Frens darrera        | Tambor 100 mm                                                                 | Tambor 100 mm                                                                 |             |
| Pes en sec           | 35 kg                                                                         | 35 kg                                                                         |             |
| Capacitat dipòsit    | 2 litres                                                                      | 2 litres                                                                      |             |
| Trets característics | Dipòsit amb franges daurada i negre (blanc amb franges blaves d'ençà de 1981) | Dipòsit amb franges daurada i negre (blanc amb franges blaves d'ençà de 1981) |             |